# Pinsk

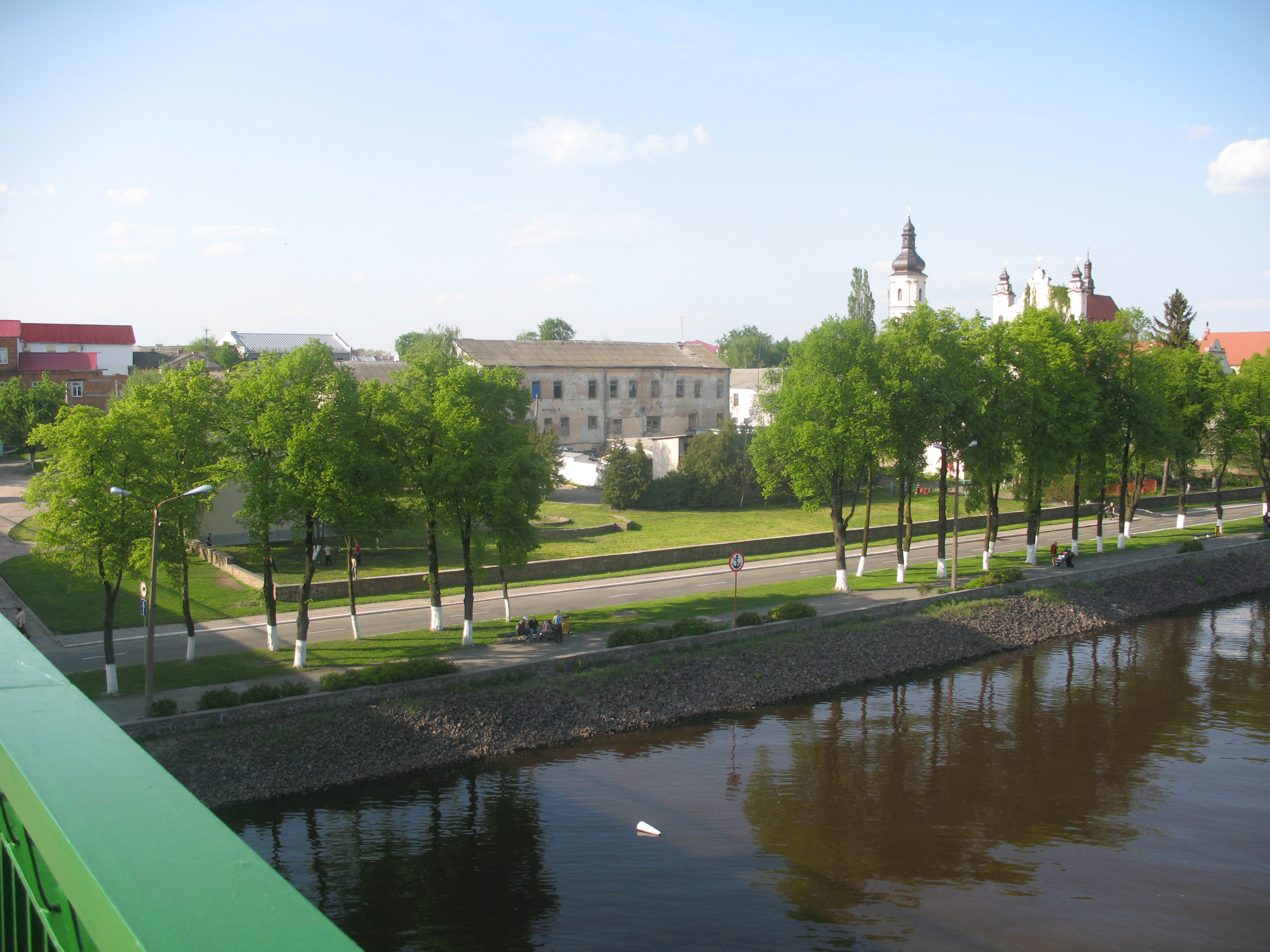
Blick auf Pinsk von einer Brücke über die Pina

Pinsk (belarussisch Пінск; russisch Пинск; polnisch Pińsk; ukrainisch neben Пінськ auch Пинськ Pynsk oder Пинське Pynske) ist eine Stadt im Südwesten der Republik Belarus in der Breszkaja Woblasz mit etwa 138.000 Einwohnern (1. Januar 2018), inmitten der Prypjatsümpfe, nahe der Grenze zur Ukraine. Die Stadt besitzt eine sehenswerte barocke Altstadt.
Nahe Pinsk mündet der Dnepr-Bug-Kanal in den Prypjat.

## Wappen
Beschreibung: In Rot ein nach links zielender gespannter goldener Bogen mit silber-gespitztem goldenem Pfeil.

## Lage
Pinsk liegt an den beiden Flüssen Pina und Prypjat. Durch Kanalbauten Ende des 18. Jahrhunderts (noch unter Polen) wurden die beiden Flüsse miteinander verbunden, so dass Pinsk über den Wasserweg (von der Ostsee bis ins Schwarze Meer) direkte Verbindung zu den damaligen Weltstädten Kiew, Königsberg und Danzig hatte.
Im Süden grenzt der Fluss Pina die Stadt gegen die am anderen Flussufer beginnende Sumpflandschaft der Region Polesien ab.

## Geschichte
Pinsk erscheint in den Chroniken erstmals 1097 als Pinesk im Besitz der Fürsten von Turow, Spätestens 1174 war es Zentrum eines eigenen Fürstentums Pinsk. 1319 wurde es von Litauen erobert.
1565 wurde das Fürstentum Pinsk in die Powiat Pinsk in der Woiwodschaft Brześć Litewski umgewandelt.
Von 1569 an gehörte die Stadt zu Polen-Litauen. Nach der zweiten Teilung Polens kam sie 1793 als Teil des Gouvernements Minsk unter die Herrschaft des Russischen Kaiserreiches. 1920 wurde Pinsk wieder Polen angegliedert und stand 1939/41 unter sowjetischer, 1941/44 unter deutscher Okkupation. Nach dem Ende des Zweiten Weltkrieges wurde Pinsk 1945 der Weißrussischen SSR angeschlossen und damit Teil der Sowjetunion. Seit deren Zerfall ist sie eine belarussische Stadt.
Pinsk war bis zum Holocaust ein bedeutendes Zentrum des Judentums. Im Jahr 1900 waren 77 Prozent der Einwohner aschkenasische Juden. Pinsk galt als die Stadt mit den meisten jüdischen Bewohnern im Russischen Zarenreich. Hier entwickelte sich der Chassidismus, eine besonders strenge mystische Bewegung innerhalb des Judentums. In den 1920er Jahren siedelten einige Juden aus ökonomischen Gründen an das Schwarze Meer sowie nach Wien, Budapest und die Vereinigten Staaten um. Im Jahr 1939 waren 27.000 der 30.000 Einwohner von Pinsk Juden.
Im September 1939 wurde die Stadt zunächst durch sowjetische Truppen besetzt. Einige Tage nach dem Überfall auf die Sowjetunion eroberte die deutsche Wehrmacht am 4. Juli 1941 Pinsk und ließ kurz darauf einen Judenrat einsetzen. Anfang August rückte das 2. SS-Kavallerieregiment unter dem Kommando von Franz Magill in die Stadt ein. Zwischen dem 5. und 9. August 1941 erschossen die Männer des Kavallerieregiments bei Posenitschi, rund sechs Kilometer außerhalb der Stadt, an die 9000 jüdische Männer. Die am Leben gebliebenen Pinsker Juden, eigentlich nur mehr Frauen und Kinder, mussten am 1. Mai 1942 auf Befehl der deutschen Besatzungsverwaltung in das Ghetto Pinsk umziehen, in dem zuletzt bis zu 20.000 Menschen auf engstem Raum lebten. Das Ghetto existierte lediglich ein halbes Jahr. Am 29. Oktober 1942 begann nach einem entsprechenden Befehl Heinrich Himmlers die Liquidierung des Ghettos durch das II. Bataillon des Polizeiregimentes 15, das bisherige Polizei-Bataillon 306, die Polizei-Reiter-Abteilung 2 und eine Kompanie des Polizei-Regimentes 11. Allein an diesem Tag wurden rund 10.000 Juden ermordet. Zwischen 30. Oktober und 1. November 1942 wurde das Ghetto erneut täglich durchkämmt. Insgesamt wurden laut Bericht des mit der Leitung dieser „Aktion“ beauftragten Hauptmanns der Ordnungspolizei, Helmut Saur, 15.000 Juden zusammengetrieben, um sie außerhalb der Stadt Pinsk zu erschießen. Rund 1200 weitere Juden, insbesondere Kranke und Kinder, waren bereits im Ghetto getötet worden. Nicht ganz klar ist, ob die Getöteten des 29. Oktober in der Zahl der zusammengetriebenen Juden enthalten sind oder nicht. Im ersten Fall würde sich die Anzahl der Opfer auf etwa 16.200 belaufen, im anderen Fall auf etwa 26.200. Fazit bleibt, dass mit den Tötungsaktionen der Jahre 1941 und 1942 nahezu die gesamte jüdische Bevölkerung von Pinsk ausgelöscht worden war.
In der Nachkriegszeit ließ die sowjetische Stadtverwaltung einige der im Krieg zerstörten Gebäude abreißen, darunter die 1640 erbaute Große Synagoge und die ehemals größte Kirche der Stadt. Über dieses Gotteshaus äußerte der in Pinsk geborene Autor Butrymowisz in seinen Erinnerungen: „An diesem Platz steht auch eine große, wirklich sehr große Kirche, die größte in der ganzen Stadt. Man muss den Kopf schon tief in den Nacken legen, um zu sehen, wo die Kirche endet und wo der Himmel beginnt.“
Infolge der Nuklearkatastrophe von Tschernobyl im Jahr 1986 wurden große Teile von Belarus durch radioaktiven Niederschlag kontaminiert. Das zuständige Ministerium gibt regelmäßig Strahlenwerte für die Region bekannt, um die Menschen vor dem Verzehr von belasteten Lebensmitteln zu warnen. Das wirkt sich auch auf das Marktgeschehen im Ort aus.
Nach der Auflösung der Sowjetunion und der Unabhängigkeit von Belarus blieben die meisten Betriebe und Landwirtschaftseinrichtungen in Staatshand.
Der Belarussische Ministerrat wählte Pinsk im Jahr 2017 zur Stadt der Wissenschaft.

## Sehenswürdigkeiten
- Barockes Ensemble der Kathedrale Mariä Himmelfahrt mit imposantem Glockenturm und Franziskanerkloster,[2] im alten Stadtzentrum am Ufer des Flusses Pina[8]
- Mateusz-Butrymowicz-Palast, seit den 1990er Jahren u. a. mit dem Städtischen Standesamt darin,[2][9]
- eh. polnisches Knabengymnasium, noch an seiner Original-Inschrift erkennbar[2][10]
- Kulturpalast, vor dem sich ein Monument zu Ehren von Lenin befindet,[2]
- orthodoxes Gotteshaus, im Herbst 2017 eingeweiht[2]
- Palast des Patriarchen der Pinsker Alten[10]
- Stadtpark, in dem erhaltene Schützengräben, Panzer und Stacheldraht an die Kämpfe des Zweiten Weltkriegs mahnen sowie ein Kriegerdenkmal[11]

## Söhne und Töchter der Stadt

### In Pinsk geboren
- Löb Günzburg (1695–1785), litauischer Rabbiner und Talmudist
- Adam Naruszewicz (1733–1796), polnischer Dichter, Historiker, Bischof
- Mateusz Butrymowicz (1745–1814), Richter[12]
- Józef Kopeć (1758–1827), polnischer General und Tagebuchautor
- Isaac Lifschütz (1852–1938), Chemiker
- Iwan Dolbnja (1853–1912), Mathematiker und Hochschullehrer
- Leo Zeitlin (1884–1930), Musiker und Komponist
- Julius Margolin (1900–1971), polnisch-jüdischer Philosoph, russischsprachiger Schriftsteller und zionistischer Aktivist, ehemaliger Gulaghäftling
- Simon Smith Kuznets (1901–1985), US-amerikanischer Ökonom
- Baruch Osnia (1905–1994), israelischer Politiker
- Kazimierz Świątek (1914–2011), römisch-katholischer Erzbischof
- Sławomir Rawicz (1915–2004), polnischer Autor
- Yair Mundlak (1927–2015), Wirtschaftswissenschaftler
- Chaim Kaniewski (1928–2022), israelischer Rabbiner und Gelehrter
- Tadeusz Grzelak (1929–1996), polnischer Boxer
- Ryszard Kapuściński (1932–2007), polnischer Reporter, Journalist und Autor
an seinem Geburtshaus weist eine zweisprachige Gedenktafel auf sein Wirken hin
- Andrzej Kondratiuk (1936–2016), polnischer Regisseur, Drehbuchautor und Kameramann
- Jaraslawa Paulowitsch (* 1969), Steuerfrau im Rudern
- Ilona Pfeiffer (* 1975), deutsche Langstreckenläuferin
- Tamara Samachwalawa (* 1975), Ruderin
- Nikolay Borchev (* 1980), Sänger (Bariton)
- Wital Kutusau (* 1980), Fußballspieler
- Julija Leanzjuk (* 1984), Kugelstoßerin
- Swjatlana Kudselitsch (* 1987), Langstrecken- und Hindernisläuferin
- Tatiana Woollaston (* 1988), Snooker-Schiedsrichterin
- Tazzjana Chaladowitsch (* 1991), Speerwerferin
- Aljaksej Mschatschyk (1996–2021), Gewichtheber
- Elwira Herman (* 1997), Hürdensprinterin
- Maksim Hrabarenka (* 1998), Sprinter
- Danila Klimowitsch (* 2003), Eishockeyspieler

### Mit Pinsk verbunden
- Golda Meir (1898–1978), israelische Ministerpräsidentin, geboren in Kiew, lebte in Pinsk von 1903 bis 1906
- Jossyf Tukalskyj-Neljubowytsch († 1675), ukrainischer Geistlicher und Politiker
- Chaim Weizmann (1874–1952), erster israelischer Präsident, geboren in Motal', erzogen im Gymnasium in Pinsk
- Pjotr Ruwinowitsch Rabzewitsch (* 25. Mai 1923), einziger Überlebender des Ghettos Pinsk

## Partnerstadt
Pinsk wurde nach der Tschernobyl-Katastrophe Partnerstadt der deutschen Stadt Altena (Westf.).

## Sonstiges
Der Komponist Richard Mohaupt schuf 1936/1937 die Oper in drei Akten Die Wirtin von Pinsk, Text von Kurt Naue frei nach Carlo Goldonis La locandiera. Karl Böhm leitete die Uraufführung des Werks am 10. Februar 1938 an der Dresdner Semperoper.
Pinsk ist Sitz des römisch-katholischen Bistums Pinsk.